# 文佩卿
文佩卿（英文：Mani），香港電影監製。畢業於香港藝術學院、香港城市大學創意媒意學院，後於西班牙龐貝度法布拉大學獲得碩士學位。回港後，先後從事導演助理及編劇等工作。監製電影《一秒拳王》、《濁水漂流》、《窄路微塵》等香港電影。她的電影監製生涯中，其作品獲得多項重要獎項及提名，尤其兩度獲香港電影金像獎最佳電影提名，並獲台灣金馬獎最佳電影提名。

## 監製電影作品
| 年份 | 電影       |
| ---- | ---------- |
| 2017 | 救殭清道夫 |
| 2021 | 一秒拳王   |
| 2021 | 濁水漂流   |
| 2022 | 窄路微塵   |
| 2023 | 殘影空間   |
| 2023 | 七月返歸   |

## 監製電視作品
| 年份 | 電視劇   |
| ---- | -------- |
| 2023 | 冰上火花 |

## 獎項及提名
| 屆數   | 頒獎機構／電影節     | 獎項類別         | 電影名稱     | 結果 |
| ------ | -------------------- | ---------------- | ------------ | ---- |
| 第40屆 | 香港電影金像獎       | 最佳電影         | 《濁水漂流》 | 提名 |
| 第41屆 | 香港電影金像獎       | 最佳電影         | 《窄路微塵》 | 提名 |
| 第58屆 | 台灣金馬獎           | 最佳電影         | 《濁水漂流》 | 提名 |
| 第41屆 | 香港電影金像獎       | 最佳編劇         | 《窄路微塵》 | 提名 |
| 第59屆 | 台灣金馬獎           | 最佳編劇         | 《窄路微塵》 | 提名 |
| 第59屆 | 台灣金馬獎           | 最佳原創電影歌曲 | 《窄路微塵》 | 獲獎 |
| 第29屆 | 香港電影評論學會大獎 | 最佳導演         | 《窄路微塵》 | 獲獎 |
| 第29屆 | 香港電影評論學會大獎 | 最佳男演員       | 《窄路微塵》 | 獲獎 |
| 第29屆 | 香港電影評論學會大獎 | 年度推薦電影     | 《窄路微塵》 | 獲獎 |
| 第40屆 | 香港電影金像獎       | 最佳男主角       | 《一秒拳王》 | 提名 |
| 第40屆 | 香港電影金像獎       | 最佳新導演       | 《一秒拳王》 | 提名 |
| 第40屆 | 香港電影金像獎       | 最佳原創電影音樂 | 《一秒拳王》 | 提名 |
| 第40屆 | 香港電影金像獎       | 最佳原創電影歌曲 | 《一秒拳王》 | 提名 |
| 第40屆 | 香港電影金像獎       | 最佳剪接         | 《一秒拳王》 | 提名 |

## 外部連結
- 文佩卿在互联网电影资料库（IMDb）上的資料（英文）
- 文佩卿在香港影庫上的簡介

1. ↑  . Yahoo新聞.   [2025-07-23] （中文（臺灣））.
2. ↑  . 獨立媒體 (香港).   [2025-07-23] （中文（香港））.